# Jaroslav Ježek (matematik)
Jaroslav Ježek (5. března 1945 – 13. února 2011) byl český algebraik, spoluzakladatel vědního oboru univerzální algebra. Byl také spisovatelem sci-fi.
Vyučoval na Matematicko-fyzikální fakultě Univerzity Karlovy. Roku 2003 byl jmenován profesorem. Přednášel mj. též na Vanderbiltově univerzitě v USA.